# Врисде, Летиция
Летиция Альма Врисде (исп. Letitia Alma Vriesde; 5 октября 1964, Парамарибо) — суринамская легкоатлетка, специализировавшаяся в беге на средние дистанции. Двукратный призёр чемпионатов мира.

## Карьера
Заниматься бегом Летиция Врисде начала в Суринаме, но не смогла попасть в команду на Олимпиаду 1984. После этого длительное время жила и тренировалась в Нидерландах. Дебютировала на Олимпиадах в Сеуле, где выступила на дистанциях 800 и 1500 метров. На восьмисотметровке прошла во второй раунд соревнований, но в полуфинале стала последней в своём забеге. На дистанции в полтора километра выбыла в первом же раунде.
В 1991 году на Панамериканских играх в Гаване стала чемпионкой на дистанции 1500м. На Олимпиаде в Барселоне вновь принимала участие в двух видах программы, но в обоих остановилась на стадии второго раунда. 
В 1995 году, на чемпионате мира в Гётеборге Врисде стала серебряным призером на дистанции 800 метров. Эта медаль позволила стать ей первой представительницей Латинской Америки, завоевавшей медаль на чемпионатах мира по лёгкой атлетике. 
На своей третьей Олимпиаде выступила на дистанции 800 метров, но как и на предыдущих Играх выбыла на стали полуфинала. Четыре года спустя и вовсе не смогла преодолеть первый раунд олимпийских соревнований.
На чемпионате мира 2001 года в Эдмонтоне Врисде второй раз в карьере завоевала медаль чемпионатов мира. На этот раз она стала бронзовым призером на восьмисотметровке.
В 2002 году суринамская бегунья в третий раз выиграла Панамериканские игры, но была лишена медали из-за превышения в её допинг-пробе уровня кофеина. несмотря на это она не была дисквалифицирована и принимала участие в чемпионате мира в Париже.
В последний, пятый раз участвовала на Олимпийских играх в Афинах, где была знаменосцем сборной Суринама. Летиция преодолела первый раунд в соревнованиях на восьмисотметровке, но в полуфинальном забеге заняла восьмое место и прекратила борьбу.